# 沃那比蛇属
沃那比蛇（學名：Wonambi），又名沃納姆比蛇，是非常巨大的蛇。牠們並非蟒蛇，而是屬於已滅絕的巨蛇科。沃那比蛇的模式種W. naracoortensis是一種長5-6米的蛇。另外一種已知的物種是W. barriei.

## 特徵
沃那比蛇似乎是一類埋伏的掠食者，會將獵物緊纏至死，而不是使用毒素。牠們的頭部非常細小，故獵物的大小也應有限。

## 分類及命名
沃那比蛇最初是於澳洲的納拉寇特洞穴國家公園發現，是在澳洲發現的第一種已滅絕的蛇。其名字是取自當地澳洲原住民傳說夢世紀中的一種蛇。這種蛇稱為彩虹蛇，一般被視為澳洲的主要景色的創造者。
巨蛇科的其他物種於約5500萬年前從其他地方消失，但在澳洲的卻繼續生存演化。沃那比蛇是最後的巨蛇科物種，一直到5萬年前才消失。

## 生態
沃那比蛇生存在更新世的冰河時期，棲息在水池邊陽光充足的地方。牠們會伏擊袋鼠、沙袋鼠及其他來喝水的獵物。故此，澳洲原住民傳統上不容許孩童到這些地方玩耍，只可由成人陪同才能到這些地方。
提姆·富蘭納瑞（Tim Flannery）指沃那比蛇與其他澳洲巨型動物群是因澳洲原住民的生活而滅絕。